# Mahakali (zone)
Mahakali is een van de 14 zones van Nepal. De hoofdstad is Bhimdatta.

## Districten
Mahakali is onderverdeeld in vier districten (Nepalees: jillā):
- Baitadi
- Dadeldhura
- Darchula
- Kanchanpur

Bagmati · Bheri · Dhawalagiri · Gandaki · Janakpur · Karnali · Kosi · Lumbini · Mahakali · Mechi · Narayani · Rapti · Sagarmatha · Seti